# 自由人HERO
『自由人HERO』（フリーマンヒーロー）は、柴田亜美による日本の漫画作品。『月刊少年ジャンプ』（集英社）にて1994年1月号から1999年3月号まで連載、単行本全12巻、文庫版全8巻。

## 概要
作者の代表作である『南国少年パプワくん』から数百年後の世界として設定されているが、本作の連載終了後に『南国少年パプワくん』の続編である『PAPUWA』が連載された為、時代設定や登場するガマ仙人やアス、秘石などの人物設定が『PAPUWA』と異なっている。

## あらすじ
森の王者・自由人（フリーマン）であるパーパの息子・ヒーローは自由人としてはまだまだ半人前の6歳で結婚。子離れが出来ないパーパや友人であるタイガーやバードと共に、早く一人前になりたいと日々修行の毎日。7歳になったヒーローは、パーパの父（ヒーローの祖父）である人王の元で修行を開始するが、七世界の王である竜王が殺害されたのをきっかけに、戦いに巻き込まれてゆく。

## 世界観
世界は、人間界、鳥人界、獣人界、花人界、竜人界、蟲人界、海人界の7つの国に分かれており、それぞれの国にさまざまな種族が住んでいる。かつて「七世界戦争」という全世界を巻き込んだ戦争があり、この戦争で勝利を治めた竜人界が七世界のトップということになっている。
各世界それぞれには、その世界を治める「王」と、その世界で戦闘能力が一番高い者である「英雄（ナンバーワン）」と呼ばれる人物がいる。竜人界英雄リュウを除く当代の英雄は全て当代の王の血縁者、養子、婿候補といういわゆる王子様である（リュウ自身はとりあえず一般人）。また、王として認められるには天上界にて一定の修行が必要とされており、王としての壮絶なる力を得る代償として、身長が極端にでかくなる。
各世界の住民は種族によって成長の度合いが異なり、個人によって異なるものの、通常の姿以外に、個々の種族ごとの特殊能力や変身能力を有している。
また、同種族内でも種類があり、獣人なら雷虎と虎、蟲人なら蝶人と蟷螂人（仮称）などが存在、人の姿を持つ者もいれば、数百年前とされる世界の住民のナマモノと同じ容姿で、魚・恐竜・エイといった者もいる。また、異種族間での婚姻は可能である為、異種族の混血も存在する。

### 地上（七世界）
人間界
- 種族名【人間族】

数百年前とされる世界の住民と変わりない姿をしている。基本的に気候が温暖で、獣風の皮やズボン（あるいは腰布一枚）など薄手の服を着ている。今作主人公であるヒーローとその父パーパは人間族の中の『自由人（フリーマン）種』に分類され、女子は不明だが、男子はある一定の年齢に達すると背中から対の翼が生える。
連載開始時、ヒーローの住む森には獣人・蟲人・海人が混在する平和な場所で暮らしていた（ただしこれは開始時の設定である可能性が高く、後期に行くにつれて多少の疑問が浮上する）。
鳥人界
- 種族名【鳥人（ちょうじん）】

卵から孵化して生まれる種族。共通して鳥の翼をもっており、各種族平均しての飛行速度は七世界最速を誇る。戦闘時は自らの飛行能力を駆使した戦法を取り、翼の一部を武器とする。鳥の姿に変身ができる。なお、鳥目ではない。
獣人界
- 種族名【獣人（じゅうじん）】

生誕時に獣の姿で生まれるかどうかは不明。好戦的な性格の多い種族。多種族よりも力に対する意識が強く、競争心も強い。
- ダークサイドタウン
獣人界最果ての村。コウモリ族が住んでいる。獣人界ではハンパ者扱いされて肩身狭い思いをしている。コウモリ族の戦士は満月になると変身するが、日が昇ると変身能力が解けてしまう。

花人界
七世界一美しい世界と呼ばれ、全世界で一番気候が安定しており、年中花が咲き乱れている。
- 種族名【花人（はなびと）】

人間界同様に基本は数百年前とされる世界の住民と変わりない姿をしている。住民は自由人同様に全身変化を行わず、体内に植物と共生しており、体内の種によって枝葉を伸ばすなどの植物を多用した技を持つ。
- レッドウッド
花人界の西の森の都。

竜人界
七世界一強い種族、龍人や恐竜などの暮らす国。かつて行われた七世界戦争に勝利した国。
- 種族名【龍人（たつびと）】

竜の変身能力を持ち、生まれた時は人の姿で生まれるが、51歳にならないと成長が始まらない気長な種族。それぞれ守護龍と呼ばれる召喚龍を持ち、むやみやたらに脱ぎまくる。竜人界の風習なのか、一夫多妻制を取り、片親違いも珍しくない。その他、民族衣装のようなものも存在している。
設定では、「龍人は、竜人の一種で、恐竜人などを出して、龍人や恐竜人全てを含めて竜人とする。」つもりであったらしい。また、「海人界に近く海竜などは、竜人界と海人界の間で生まれた。」や「海人界の次に冥界に近い国」とも設定されていた。
蟲人界
七世界中もっとも戦闘にむいたタイプの種族が少ない為、各界の中では比較的温厚な風習に包まれている。
- 種族名【虫人（むしびと）】

昆虫の姿で卵から生まれ、成長する事で人に変わる種族。戦闘タイプが少ない分、用途は様々だが超能力を持って生まれる場合があり、英雄になるには、この超能力を持つのが必須条件である。
海人界
世界のほとんどが海で構成されている国。1000年前から冥界門が埋まっており、「冥界に最も近い国」と設定されていた。
- 種族名【海人（かいじん）】

海鮮関係になる者は総称して海人と呼ばれている。人になるか魚になるかは種族によってはっきり分かれているようであり、人が魚等になるなどといった変身能力は持たない。冥界の門の上に国が築かれたが故に、昔から冥界の影響を受けやすく、体の一部を変形・分離させるというトリッキーな事が可能。
- 血海

肉食魚の住む海。リヴァイアサンが番人を勤める海。

### その他
番人によって門が守られているため、自由に往来することは出来ない。
聖層圏（天上界）
七世界の遥か上空にある世界。千年前、冥界と戦争があった。超人の能力を上げる空間。また、地上界の者も滞在する事が可能。
- 天空島
  - 聖層圏

超人の能力を上げる空間。また、地上界の者も滞在する事が可能。
  - 天上門

別の名称で、『南国少年パプワくん』『PAPUWA』にも登場。
  - 時空の歪み

千年前の戦争で、天上門の近くにできた穴。

魔層圏（冥界）
七世界の遥か地下にある世界。魔人の能力を上げる空間。天上界の者が入ると激痛に耐えねばならず、地上界の者が踏み込めば瞬時に分解されてしまう。 一時期、シルヴィスの空間転移によって、地上にも出現した。
- 時空の歪み

上記の穴の出口。その中は、邪神木の一種冥界樹の根がくまなく張られている。

## 登場人物

### 人間族
ヒーロー
主人公。パーパが目に入れても痛くないほど溺愛している息子。経緯は不明だが6歳で結婚、父・ペット（同居人）と共に妻と暮らしている。7歳になったのを期に、自由人の掟でもある修行を祖父である人王の元で始める。性格は純真無垢そのものだが、潜在能力が非常に高く、一度怒ると壮絶な力を見せる。
第2部冒頭の獣人界ダークサイドタウンでの話のセリフから、一時期、シンタローの不在を埋める人間界の英雄になっていたと思われる。その後については別記参照。
シンタロー（パーパ）
28歳。本名は「シンタロー」だが、「パーパ」と呼ばれることが多い。森の王者・自由人にして人間界の英雄。
一人息子のヒーローが幼くして結婚したにも関わらず、なかなか子離れをすることが出来ない。基本装備は腰ミノ一丁・曰く下は生装備。極度の方向音痴。英雄であると同時に現人間界の王・人王の息子である。幼少時、既に人生を達観しておりアラシに劣等感を抱かせるほどだったが、青年期になると実力を認められ持てはやされた結果、慢心から仲間を全滅させてしまい、これがトラウマとなっている。この理由から勘当され出奔した為貧乏生活を送っている。基本の家族構成は自分・息子・ペット・嫁。
バラクーダたちに無理やり洗脳されヒーローと戦うはめになるが、愛しい息子のために斬られる。その後行方不明となり、結果3回死んで3回生き返る三度目の正直を実行した。
- 得意技：最終極技バーストウィング

人王（じんおう）
シンタローの父。人間界の王で、各王の中では竜王の次に偉い人。先代の人間界英雄。とある縁から息子と不仲となり、7年間絶縁状態であったが、孫のヒーローに対しては壮絶なるジジ馬鹿になり、息子と激闘を交わす。息子の事は一見突き放しているものの、「それでもあいつはワシより立派に生きたではないか」と言ったりと、実は認めている節もある。
ミイ
ヒーローの嫁。どうやってヒーローの父シンタローを追い出すかを常に考えている。
- 得意技：舅イビリ

アマゾネス
ミイの母。ミイの身を案じるばかりでシンタローをいびる。ヒーローには優しい。ヒーロー達とは別に暮らしている。
- 得意技：娘の舅イビリの計画立案

### 鳥人
バード
鳥人界英雄。ヒーローの友人でパーパの無二の親友。少女漫画が恋のバイブルな彼女いない歴25年。現鳥王の甥っ子でもある（バードの母が鳥王の姉）。
自らの修行として故郷を出、今は森の情報屋としてヒーロー達の側で暮らしている。一人暮らしが長いのか、料理家事が得意でパーパ家の家政婦と化している。鳥に変身可能。
鳥人界最大の貴族の家に跡取り息子として生まれ、立ち居振る舞いは優雅そのもの。容姿端麗・家柄良し・家事上手と好条件が揃っているにも拘らず女性には恵まれない。女性だと思っていたが実は男だった相手に貢いだ過去を持つ。末っ子長男、大勢の姉達にイビられ肩身が狭い。その他、不幸については世界最強と認定されている。
よく晩御飯と称しヒーローに追われる。
- 得意技：ウィングカッター、シャイニングフェニックス

鳥王（ちょうおう）・クジャク
鳥人界の王にして、七王唯一本名が判明している。前鳥人界英雄。甥のバードを苛めて楽しむことを生きがいとしており、彼女のいない甥を事あるごとに姉上が心配していたぞなどと神経を逆撫でにする。バード曰く「ムカツクおっさん」。
噂話の類が大好きで、獣王とつるんで人王と樹王をおちょくっている。
- 得意技：甥イビリ

ツル
バードの母でクジャクの姉。現当主であり跡継ぎのバードに良い嫁が早く来ることを望んでいる。嫁に来てくれるなら相手はどんな姿でも構わないらしい。
夫の存在は不明。現在までに名前の確認されている子供は4人だが、過去回想録で登場する娘で最年長と思われるミヤコが次女の為、少なくとも長女が他に存在しており、コバト・チドリが当時独身だと考えれば、ハヤテの「他の婿達」という事から、下記3名以外に嫁に行った娘がいる。
- 得意技：息子追い出し

ツグミ
バードの姉
ミヤコ
バードの2番目の姉。ハヤテのことが忘れられず独身を貫き通している。本気で怒らせると恐ろしい。
コバト
バードの姉
チドリ
バードの姉。
ハヤテ
【黒刃のハヤテ】の異名を持つ、次期英雄と謳われた男。ミヤコとの結婚直前に、禁じられていた果し合いをした為自ら鳥人界を出て行った。
- 得意技：黒刃

### 獣人
タイガー
獣人界英雄。ヒーローの友人で居候させてもらっている。25歳。普段は獣の姿でペットをしている。パーパ曰く「我が家のエンゲル係数を高めている奴」。
体から雷を放出することができる雷撃虎（サンダータイガー）という種族だが、母親が生粋ではなく雑種。そのため、雷撃虎特有の模様が体にない。荒くれ者だったがヒーローとの出会いやパーパとの勝負を通じて少々無口だが心優しい青年となった。結果、虎が猫になる程性格は丸くなり、王から「猫になるぞー!」と一喝された。
- 得意技：雷撃

獣王（じゅうおう）
獣人界の王。細かいことが大嫌い。大胆で大雑把である。
タイガーの父
タイガーの前の英雄。獣人にしては珍しく温厚な性格。七世界戦争中、サクラを助けたことがある。
ムジナ
人面（赤ポコ以外はヒーローそっくり）のムジナといった姿の獣人一家。獣人界一の頭脳と自負し、タイガーやバードを罠にかけ捕らえたことがある。雷撃虎（タイガーとは別個体）に家族を殺されたため最初はタイガーをも憎んでいたが、タイガーが仇を倒して以降は彼に懐き、共にヒーローの家に居候する。
赤ポコ
ムジナの赤ん坊。番外編「サクラ咲く」ではサクラがバードの結婚式から逃亡するために利用された。
バット
コウモリ族の女性。本人曰く「コウモリ族で一番の戦士」らしい。両親を早くになくし、祖父と暮らしている。かなりの野心家。戦闘モードに変身できる。満月の夜に、真の力が発揮されるが、日が昇ると、変身が解ける。変身したヒーローを「勇者様」と呼び一目惚れする。タツとは初対面から馬が合わず仲が悪い。住んでいた家を闇の審判バルーの変幻で化け物に変えられ後にタツが召喚した霊獣ティラノに飲み込まれてしまい家を失ってしまった。
- 得意技：スーパーソニックウェーブ

### 花人
サクラ
花人界の英雄。16歳。外見は少女だが、実は男性（オカマ）。性格は性悪。七世界戦争以降あるトラウマに悩んでいたが、ヒーローと交流することで克服する。金に対する執着ぶりはタツに負けない。根っからの女王様気質であり、特にタイガーをペットのようにこき使っているが、反面可愛がってもいる。
- 得意技：風花円舞陣

樹王（じゅおう）
花人界の王。以前は前任の英雄として七世界戦争を戦った戦士。常に甲冑をしている。この人の入れるお茶は美味しいらしい。幼くして両親を失くしたスミレとサクラを引き取り育てる。
七王で一番温厚な性格の持ち主であると同時に、七王で一番苦労症な性格をしている。自ら丹精込めた花壇を獣王や人王に踏みにじられては卒倒し、七王会議の場に花人界を選ばれては王達のわがままぶりに振り回され、挙句の果てに王達の溜まり場と化して以降、自ら特大のエプロンをつけてお茶とケーキを振舞っている。その他にも、養い子（養子?）のスミレ・サクラ兄弟を引き取ってからは、巻き起こるサクラのトラブルにも胃を痛め、気苦労は延々と晴れないでいる。
スミレ
サクラの兄で唯一の肉親。妹兼女王様のような弟に振り回される苦労人で、樹王と共に胃痛に悩まされる。

### 龍人
リュウ
竜人界英雄。大食らいの酒好きで、英雄一番の最年長で年齢不詳。片目を失っており眼帯を着けているが、その事については誰も触れてはいない。
三人兄弟の長男で、弟の白龍とは仲がとても悪く、末っ子のタツにはとことん甘い。
- 得意技：紅龍見参

竜王（りゅうおう）
竜人界の王、かつ、七世界の王。単身攻め込んできたクラーケンに討たれてしまうが…、その真意は禁忌とされた多種族との恋愛を破り、呪い子として生まれてきてしまった実子・クラーケンに対する彼なりの責任の取り方であった。
その後竜人界に来たヒーローに世界の命運を授けるべく魂の状態で戦い、新たな翼を授ける。
赤い首飾りの力によって復活後は、再び七王の長として竜人界を統治。クラーケンとのわだかまりも解け共に暮らすようになったのだ、が……
どこぞのジジ馬鹿（人王）宜しく、息子馬鹿になった。
第一部の事件を引き起こした張本人である為、以前は諸悪の根源とも言われた。
- 得意技：聖龍天臨

白龍（はくりゅう）
リュウの弟でタツの兄。竜人界の参謀的な役割の人。見かけは（白龍の）母親似の為似ていないが、根本的な部分で兄とまったく同じ性格をしている。
- 得意技：氷龍見参

タツ
竜三兄弟の末っ子。50歳であるが龍人なので幼児言葉しか使えない。2人の兄から溺愛され、その様子を腹黒く見つめている。
一族の中ではもっとも霊力が強いと言われたか、成長を始めた1年後は兄達と違い戦闘系ではなく霊獣使いとしてガマ仙人の元で修行を積む。金に汚く、ヒーローと共に世界を手にすることを夢見ている。一時期、龍人界の英雄と自称していたことや、ラストに英雄覇奥義を使えたことから、リュウが引退し、英雄となった可能性がある。コウモリ族のバットとは初対面から馬が合わず「この女(アマ)」と言うほど嫌悪感を表していた。
- 得意技：霊獣を操る技

ドラゴン
竜3兄弟の父。リュウの前の英雄。番外編に登場。一家団欒として、家族対抗ムチ合戦を開催する。
妻が17か18人いる。ただし実子は先に述べた三兄弟のみで、全員母親違いと見られる。

### 蟲人
キリー
蟲人界の英雄でカマキリの蟲人。
英雄になって一番日が浅いためか、他の英雄達（タイガー以外）にいじめられることが多い。英雄では唯一彼女がいる。
- 得意技：キリト

ぷるる
蝶の蟲人。昆王の孫。通称、ぷよちゃん。昔、人間界に迷い込んだ時にヒーローと仲良くなった。キリーの彼女。昆王不在時に、女王として一時的に虫人界を統治していた。その後、祖父が復活した為元の女の子に戻る。
アゲハ
蝶の蟲人。ぷるるの母で、昆王の娘。蟲人界を守る勇敢な女戦士。亡き夫はキリーの先代英雄に当たる。愛する人が自分を置いて逝ってしまった事を嘆き、戦士を快く思っていない。その為英雄であるキリーにも辛く当たっていたが、「なぜ戦士は戦うのか」を改めて思い、ぷるるを託す。その後、砕け散った赤の秘石の力で蘇る。
- 得意技：羽の刃

ぷるるの父
キリーの前の英雄・蝶の蟲人。七世界戦争についた傷が原因で、プルルが卵の時に他界する。
昆王（こんおう）
蟲人界の王。ぷるるの祖父で温厚な性格で戦いを好まない。なお、現昆王の血族は皆蝶の蟲人である。秘石化戦士ウッボに殺されるがその後、砕け散った赤の秘石の力で蘇る。
リリカル聖☆羅（せいら）
本名、クマン蜂兵衛（はちべえ）。蜂の蟲人で繊細なタッチで純愛物を描く少女漫画家。「お花畑でつ・か・ま・え・て」を連載中にスランプに陥る。
ヒャクトリムッシー
リリカル聖☆羅の担当編集者。モデルは作者の担当編集である久島薫。

### 海人
クラーケン
海人界英雄。第一部中編の事件を直接に起こした張本人。
母は海人界の王・海王の娘ヴィーナス。しかし父が他種族との混血を禁じられた龍人であったが為、海人の母が竜の力に耐え切れず出産と同時に命を落とし、呪い子として生後直ぐに幽閉、後に海王となる祖母により、この世の全てを恨むように育てられた。父が竜王である事を知りながら、一度はその手にかけてしまう。
後に祖母との誤解も解け、ヒーロー達と和解する。口癖は「殺すぞ」。天上界へ行ったとき、忍に懐かれる（な憑かれる）。現在は修行と共に、同じく和解した父・竜王と共に暮らし、時折父親譲りの聖龍を召喚するなど平和に七世界最強親子喧嘩を繰り広げる。基本は海人だが、血の割合は龍人5・海人3の割合で龍人の血が濃い。
- 得意技：アイスボンバー　聖龍天臨　ダークブリザード

海王（かいおう）
海人界の王で、七世界唯一の女王。
王になる前に娘・ビーナスを生んでいた。実は自身も龍人との混血であり、娘を失った原因である実の孫のクラーケンを素直に愛せずにいた。
ある者にそそのかされるが、娘のいない世界に絶望していた為、敢えて受け入れしまう。その第一歩として娘の愛する者＝元凶たる竜人界に宣戦布告する。
ビーナス
クラーケンの母。海王の娘。愛する龍人の子を生んだ為、我が子を救うため自ら命を絶った。彼女の悲劇が第二次七世界戦争の発端となる。
ウッボ
クラーケンにより秘石化された戦士。クラーケンの命令で蟲人界に向かい昆王やアゲハを殺すが、キリーの前に敗れ去る。その後、砕け散った赤の秘石の力で蘇る
- 得意技：ロックバイパー

リバイアサン
血海の番人。
バラクーダ
クラーケンに対し、妙な尊敬語を使う。詳しくは後述参照。

#### 特戦部隊
アラシ
クラーケン特戦部隊を仕切る隊長。実力は英雄レベルと言われるものの、性格が問題で英雄になれなかった。シンタロー（パーパ）とは浅からぬ縁がある。
- 得意技：ヘルズストーム

イサナ
北の海（死海）を守るメデューサ族。本体は首のみで戦った相手の身体を乗っ取ることができる。タイガーの身体を自分のものにしようとした。タイガーの父親を殺した張本人で自分の身体にしている。
- 得意技：電撃

ナギ
南の海を守る。見た目は子供だが最硬の鎧を纏うことで一番の最強になれると確信している。
- 得意技：ブラックバブル

ハロウ
西の海を守る。身体を変化させ『最速』と『最強』の2つの身体を使い分ける。
- 得意技：吹き飛ばし

ツナミ
東の海を守る。自分の左手を変幻自在に操り攻撃を仕掛ける。最後はアラシに吸い込まれていたが無事に帰還した。
- 得意技：怪魚マカラの操作

### 天上界

#### 王
天帝
天上4兄弟の四男。ヒーローの前世の姿で天上界の王。千年戦争で冥王と刺し違え死亡。
超神器の1つである聖王剣の所持者。
前 天帝
天上4兄弟の父。未登場。作中で語られることもなく、設定のみ。
かつて、呪い刀である破修羅（バシュラ）を封じた。

#### 番人
乱世
天上4兄弟の長男。異名:人斬り乱世。天上門の番人。
超神器の1つであり、振るたびに自らの命を削る呪い刀でもある破修羅（バシュラ）の所持者。
ガマ仙人
遥か上空から地上を見つめる仙人。王の称号を賜るのもこの人。美少年好きの変態で、普段は髭の生えた蛙の姿だが、男とキスをすると元の姿である美形の騎士に戻る。何故蛙の姿に変えられているのかは不明。
元ネタはおそらく作者の別作品『変身王子 ケエル』と思われる。
魔剣の1つであり呪い刀であるダークナイトを作り乱世不在の代わりに天上門の番人となる。
『PAPUWA』にも登場。

#### その他
忍
天上4兄弟二男。普段からリストカットの常習者で根暗。天帝の守り役だったが1000年前の戦いの時、天帝を探すためにシルヴィスの眼を食べた。文庫版8巻の番外編特別読切「スナック忍」で、白無垢姿を披露。どうやら霊と会話が出来るらしい。
超神器の1つであるルーンメイスの所持者。
リキッド
天上4兄弟三男。巨大な斧を持つ。掛け算ができない。
超神器の1つである天空斧の所持者（天空斧は設定のみの呼称）。
ポー
赤い秘石の力を宿す聖獣。変身能力を持つ。
ミカエル
ガマ仙人の息子。変身能力を持つ（ある一定の踊りを踊るとその相手に変身することが可能）。
ヒーロー
自由人・パーパの息子、実は養子。6歳で結婚。タイガーと同居している。7歳になったのを期に祖父である人王の元で修行を始める。実は天上界の超人の四男天帝の生まれ変わりで第2部冒頭の獣人界ダークサイドタウンでの話のセリフから、一時期シンタローの不在を埋める人間界の英雄になっていたと思われる。
超神器の1つである聖王剣の所持者。
- 得意技：超人奥義ギガフレア 竜の翼 ドラゴニックファイヤー

### 冥界

#### 王
冥王
バラクーダとシルヴィスの父。天帝と相打ちとなり死亡する。
魔族たちによって、残った肉塊と地上の魂を使い再生しかけていたが、完全な再生を終える前に、バラクーダによって殺される（その際バラクーダは、その両眼をシンタローとシルヴィスにそれぞれ与えている）。
シンタローの体にあった眼から再生した存在。ヒーローとシンタローにより、作中で3度目の死を遂げる。
前 冥王
冥王の父。未登場。作中語られることもなく、設定のみ。
呪い刀である破修羅（バシュラ）の所持者。
設定では、「乱世たちの父（前天帝）と相打ちとなり、乱世たちの父は、残りの力を使い破修羅を超神器の1つとして封印した。」となっていたが、作中では、破修羅の説明に少し触れられるのみ。
バラクーダ
冥王の長男。その顔には、乱世によってつけられた傷がある。冥王を再生前に殺し、冥王に代わり王となる。海王をそそのかした張本人で、この物語の黒幕とも言うべき存在。海人界に居た時の姿は仮の姿で、非常に冷酷な性格。命からがら来たシルヴィスの心臓を食らい力を得る。2つの秘石の力を有する絶対王となり、父親を超えることが目的であり、終盤で目的を果たし天使と悪魔の翼を併せ持つような姿に変身するが、両方の力を完全に使いこなすことは出来ず、最終的にヒーローに敗れる。

#### 番人
アス
冥界門の番人。バラクーダの命で超神器の聖剣を取りに行き、右腕を犠牲にする。バラクーダの陰謀に気付くが、バラクーダの手で消される。

#### その他
シルヴィス
呪神。バラクーダの弟。ブラコンであり、世界には自分と兄さえ居ればいいと思っている。冥王を殺してその眼を喰らい、力を手に入れた。魔力を開放した忍に倒されたのち、バラクーダの下に行き心臓を食べられる。
- 得意技：空間転移

紅蓮
荒神。冥界の暴れん坊。乱世と共に朽ち果てる。
- 得意技：餓鬼猛殺炎

ループ
冥界の使い魔の1人。サクラの上を行くオカマ。バードにモーションをかけられる。
バルー
闇の審判。当時、魔砲（マッホ）を利用し、ヒーローを窮地においつめたが、タツによって倒される。

## 武器
破修羅（バシュラ）
所有者は乱世。聖魔両方の力を吸収する神刀で、唯一亡者を斬ることができるが一振りごとに使用する者の命を削る呪われた刀。
ルーンメイス
所有者は忍。闇の幻杖で魔力を封印する力がある。結界を張る力もあり、その防御力は絶大。
天空斧
所有者はリキッド。冥界樹を切り倒すことができる唯一の超神器とされる。
聖王剣
所有者はヒーロー。鍔に赤の秘石をはめ込むことによって真の力を発揮するが、秘石をはめていない状態でも既に尋常でない力を帯びており、剣の形をした超巨大な『鞘』に埋め込むことによって力を押さえ込んでいるが、その状態でもアスが回収しようと武器を伸ばして近づいただけで右腕ごと武器が破壊される程である。
ダークナイト
ガマ仙人が禁術により呼び出した魔槍ゲイボルグの非業の戦士ク・ホリンの力を得て、作り出した呪い刀。

## 関連作品
『南国少年パプワくん』
この話の数百年前の設定。
『PAPUWA』
『南国少年パプワくん』の続編であるため、ガマ仙人などの一部キャラを共有している（しかし、シンタローなどは、別の存在として登場）。
『燃えよペン』
単行本収録の『マンガ日記帳』（7巻収録の『マンガ日記帳 第18回』）にて触れられているところがある。また、作者によると、番外編の1つとなる『自由人HERO番外編 幸せの青い鳥シリーズ お花畑でつかまえて』は、本作から、構想を引き出したとある。
『BLUE DRAGON ST』
単行本におまけとして本作の番外編が収録されている。